# Antillattus gracilis
Antillattus gracilis là một loài nhện trong họ Salticidae.
Loài này thuộc chi Antillattus. Antillattus gracilis được Elizabeth Bangs Bryant miêu tả năm 1943.